# Orthogonia serana
Orthogonia serana är en fjärilsart som beskrevs av Embrik Strand 1921. Orthogonia serana ingår i släktet Orthogonia och familjen nattflyn. Inga underarter finns listade i Catalogue of Life.